# 七城町
七城町（しちじょうまち）は、熊本県菊池郡にあった町である。
町名の由来は、中世豪族・菊池氏の菊池十八外城のうち七城が、当町内に在ったことによる。
2005年3月22日、菊池市および菊池郡泗水町、旭志村と新設合併し、新市制による菊池市となった。かつての町域は菊池市七城町となっている。

## 沿革
- 1954年（昭和29年）11月1日 - 菊池郡加茂川村・砦村・清泉村が新設合併し、新村制による七城村が発足。
- 1968年（昭和43年）11月1日 - 七城村が町制施行し、七城町となる。
- 1989年（平成元年）6月1日 - 鹿本郡鹿本町と境界変更。
- 1990年（平成2年）6月1日 - 鹿本郡菊鹿町と境界変更。
- 1992年（平成4年）3月1日 - 鹿本郡鹿本町と境界変更。
- 2005年（平成17年）3月22日 - 菊池市、菊池郡泗水町・旭志村と合併し、菊池市となる。

## 教育
- 七城町立七城中学校（現・菊池市立七城中学校）
- 七城町立七城小学校（現・菊池市立七城小学校）

## 経済

### 農業
主に、すし米や酒造米用の良質米などの米作農業が盛んである。他にプリンスメロン・スイカ等の果物の栽培、養豚など畜産業が盛んである。

## 交通

### 鉄道
町内を鉄道路線は通っていない。鉄道を利用する場合の最寄り駅は、JR九州鹿児島本線植木駅。

### 道路
一般国道
- 国道325号

県道
- 熊本県道37号熊本菊鹿線
- 熊本県道53号植木インター菊池線

道の駅
- 七城メロンドーム

## 出身著名人
- 藤原惠洋（建築史家、建築家）
- 上潮智也（力士）
- 富田甚平（農業技術者）

架空の人物
- バカボンのパパ（『天才バカボン』主人公）：七城中学校出身